# 334 (číslo)
Tři sta třicet čtyři je přirozené číslo, které následuje po čísle tři sta třicet tři a předchází číslu tři sta třicet pět. Římskými číslicemi se zapisuje CCCXXXIV a řeckými číslicemi τλδ.

## Matematika
334 je:
- Poloprvočíslo
- Nešťastné číslo

## Fyzika
- Měrné skupenské teplo tání vody je přibližně 334 kJ/kg

## Astronomie
- (334) Chicago je planetka v Hildině skupině, kterou objevil v roce 1892 Max Wolf

## Doprava
- Silnice II/334 je česká silnice II. třídy vedoucí na trase II/335 – Radlice – Kouřim – I/12 – Sadská[1][2][3][4]

## Roky
- 334
- 334 př. n. l.